# Knopfstieliger Rübling
Der Knopfstielige Rübling (Collybiopsis confluens, syn. Marasmiellus confluens, Gymnopus confluens, Collybia confluens, Marasmius archyropus) ist eine Pilzart aus der Familie der Omphalotaceae. Die Fruchtkörper erscheinen von Sommer bis Herbst in Laub- und Nadelwäldern. Der Knopfstielige Rübling ist kein Speisepilz. Weitere, kaum gebräuchliche Namen sind Knopfstiel-Blasssporrübling oder Knopfstieliger Büschelrübling.

## Merkmale

### Makroskopische Merkmale
Der dünnfleischige Hut ist 1,5–4 cm breit, gewölbt bis abgeflacht und mehr oder weniger stark gebuckelt. Die Huthaut ist glatt, matt und bei Feuchtigkeit blassocker bis blassbräunlich. Im trockenen Zustand blassen die Farben weißlich aus. Bei alten Fruchtkörpern ist der Rand wellig verbogen und schwach gerieft.
Die auffallend dicht stehenden Lamellen sind fast frei. Sie sind anfangs weißlich und später cremefarben bis blass ledergelb oder rosabräunlich. Das Sporenpulver ist weiß.
Der Stiel ist bis zu 10 cm lang, steif, hohl, glatt oder längsrillig. Er ist rotbräunlich bis graulich gefärbt und lilagrau und feinflockig bereift. Die Stielspitze ist am Lamellenansatz knopfförmig erweitert. Die Basis ist mit einem weißfilzigen Myzelgeflecht überzogen. Das dünne, zähe Fleisch ist creme-bräunlich und riecht schwach aromatisch pilzartig. Der Geschmack ist mild.

### Mikroskopische Merkmale
Die glatten, inamyloiden Sporen sind 7–10 µm lang und 3,5–4,2 (–5) µm breit. Sie sind leicht tränenförmig, ellipsoid oder spindelförmig und nicht zyanophil, das heißt, sie lassen sich mit Baumwollblau nicht anfärben. Die keuligen, viersporigen Basidien messen 22,4–26,6 µm × 5–7 µm. Pleurozystiden fehlen, die 27,5–70 µm langen und 2,8–5,6 µm breiten Cheilozystiden sind zahlreich. Sie sind unregelmäßig keulig bis zylindrisch geformt und gewunden. Manchmal können sie unregelmäßig ausgesackt oder korallenförmig verzweigt sein. Das inamyloide Lamellartrama ist parallel bis verwoben. Die Hyphen sind 3,5–7,8 (–14,8) µm breit, glatt, dünnwandig und durchscheinend. Teilweise enthalten sie stark lichtbrechende, ölige Tröpfchen. Auch das Huttrama ist inamyloid und lose verwoben. Die Hyphen sind 5,5–13,2 µm breit. Die Huthaut (Pileipellis) ist nur schwach differenziert und besteht aus kriechenden, verzweigten und radial orientierten Hyphen. Die hyalinen und dünnwandigen Zellen sind 2,8–7 µm breit und meist glatt. Gelegentlich können sie fein mit blass gelbbraunen Pigment spiralig bis unregelmäßig gebändert inkrustiert sein. Schnallenverbindungen sind in allen Geweben ausgebildet.

## Artabgrenzung
Laien können den Knopfstiel-Blasssporrübling sicherlich mit einigen anderen Rüblingen verwechseln. Charakteristisch für diese Art sind die engstehenden Lamellen, der dünnfleischige, rotbraune und bald ausblassende Hut und der zähe, knorpelige Stiel, der in der Regel auffallend behaart und im Verhältnis zum Hutdurchmesser ziemlich lang ist. Auch das büschelige Wachstum ist typisch für diese Art.
Ähnlich kann der Brennende Rübling (Collybiopsis peronata) sein. Dieser hat aber weiter entfernt stehende, jung gelbe, alt hellbraune Lamellen, hat eine auffallend striegelige Stielbasis, schmeckt brennend scharf und wächst weniger büschelig.

## Ökologie
Der Art kommt so gut wie in allen heimischen Wald- wie auch in den gängigen Forstgesellschaften vor. Häufig handelt es sich um reifere Rotbuchen-Klimaxgesellschaften. Die Fruchtkörper erscheinen von Juli bis November meist büschelig in Reihen oder Hexenringen von 1 bis 5 m Durchmesser. Als Substrate können so ziemlich alle Laub- und Nadelbäume dienen, dennoch wächst er am häufigsten auf Rotbuchenholz. Der Pilz kommt vom Tiefland bis ins höhere Bergland vor.

## Verbreitung
Der Knopfstiel-Blassrübling ist in Pakistan und der Holarktis weit verbreitet. In der Holarktis reicht das Verbreitungsgebiet von der meridionalen bis borealen (subarktischen) Klimazone. Die Art wurde in Nordasien (Kaukasus, Ostsibirien, Kamtschatka, China, Korea, Japan), Nordamerika (USA, Kanada) und Europa nachgewiesen. In Europa ist der Pilz im Süden von Spanien bis Mazedonien im Südosten verbreitet. In Westeuropa findet man ihn in Frankreich, Großbritannien und den Beneluxstaaten und nordwärts bis zu den Hebriden. Er kommt in ganz Mitteleuropa, Osteuropa, der Ukraine, Belarus und Russland vor. Man findet ihn auch in ganz Fennoskandinavien. Im Norden reicht sein Verbreitungsgebiet in Schweden und Finnland bis über den Polarkreis hinaus.

## Systematik
Der Pilz wurde 1796 von Christian Hendrik Persoon als Agaricus confluens erstmals beschrieben. 1828 beschrieb Persoon die Art erneut, nun aber unter dem Namen Agaricus archyropus. Elias Magnus Fries gab dem Pilz 1838 den Namen Marasmius archyropus und stellte ihn damit in die Gattung Marasmius (Schwindlinge). Allerdings verwendete er dabei das jüngere Epitheton archyropus, obwohl das ältere Epitheton confluens bei der Benennung Vorrang hat. Dies wurde 1898 durch P. Karsten korrigiert, der dem Rübling den Namen Marasmius confluens gab und somit das ältere Epitheton für die Zuordnung in die Gattung der Schwindlinge verwendete. 1871 stellte Paul Kummer den Pilz als Collybia confluens in die Gattung Collybia und 1898 wurde die Art von Otto Kuntze als Chamaeceras archyropus in die von ihm neu beschriebene Gattung Chamaeceras gestellt.
Lange Zeit wurde die Art, Paul Kummer folgend, als Collybia confluens bezeichnet, woraus sich auch der deutschsprachige Name Knopstieliger Rübling (unter Collybia verstand man früher die Rüblinge im weiteren Sinn) ergab, der auch heute noch gebräuchlich ist. Im Jahr 1997 stellten V. Antonìn, R. Halling und M. Noordeloos die Art in die Gattung Gymnopus, da die Rüblinge im weiteren Sinn in mehrere Gattungen aufgetrennt wurden. Genetische Studien zeigen jedoch, dass der Knopfstielige Rübling näher mit dem Ästchen-Zwergschwindling (Typusart der Gattung Marasmiellus) als dem Spindeligem Rübling (Typusart der Gattung Gymnopus) verwandt ist und somit in die Gattung Marasmiellus gestellt wurde.
2021 wurden die Marasmiellus-Arten, darunter der Ästchen-Zwergschwindling als ehemalige Typusart und der Knopfstielige Rübling, in die bereits 1909 aufgestellte Gattung Collybiopsis überführt.

## Etymologie
Das lateinische Epitheton confluens bedeutet zusammen- oder ineinanderfließend.

## Bedeutung
Der Pilz ist kein Speisepilz, auch wenn er wohl keine Gifte enthält. Wegen des zähen, knorpeligen Stiels und seiner Dünnfleischigkeit lässt er sich kaum als solcher verwenden.